# Gösta Arontzon
Gösta Valdemar Arontzon, född 21 oktober 1918 i Borås, död 19 oktober 2001, var en svensk konstnär.
Han arbetade på SJ men upprätthöll hela tiden sitt konstnärskap. Varje ledig tid ägnades åt att måla och barnen fick ofta äta vid skärbrädan eftersom köksbordet var upptaget av färger, palett och staffli. 
Arontzon bedrev självstudier inom konsten men fick en viss vägledning av Lennart Ason därefter bedrev han studier vid målarskolan i Bussana Vecchia i Italien och vid Académie de la Grande Chaumière i Paris samt under studieresor till Provence. För Ester Andersson och Bohusläns museum illustrerade han torpinventering som gjordes i Björketorps socken och utgavs under titeln Så bodde å' levde da' förr i tia' 1984. Arontzon är representerad vid Gustav VI Adolfs konstsamling med teckningar samt i några kommuner och statliga verk. Han är gravsatt i minneslunden på Stampens kyrkogård i Göteborg.